# Ludwig Wille

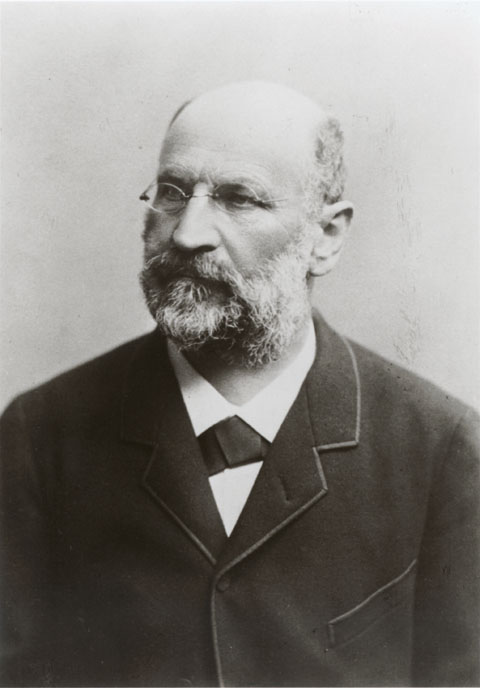
Ludwig Wille

Ludwig Wille (* 30. März 1834 in Buchdorf, Oberdonaukreis, Königreich Bayern; † 6. Dezember 1912 in Basel, Schweiz) war ein deutscher Psychiater, Klinikdirektor und Hochschullehrer.

## Leben
Wille studierte an der Ludwig-Maximilians-Universität München Medizin. 1854 trat er dem Corps Suevia München bei, Er wechselte an die Friedrich-Alexander-Universität Erlangen, an der er 1858 das Staatsexamen absolvierte und promoviert wurde. Von 1857 bis 1859 war er Assistent von August von Solbrig an der Erlanger Irrenanstalt, 1859 wurde er Sekundararzt an der von Solbrig aufgebauten und geleiteten Münchener Anstalt. 1863 war er Sekundararzt unter Heinrich Landerer im Christophsbad Göppingen.
1864 wurde er Direktor der Irrenanstalt Münsterlingen (Kanton Thurgau) und 1867 Direktor der neu gegründeten Anstalt Rheinau (Kanton Zürich). 1873 ging er als Direktor nach Luzern an die Anstalt St. Urban. 1875 berief ihn die Universität Basel zum ordentlichen Professor für Psychiatrie. Zugleich wurde er Oberarzt der psychiatrischen Abteilung des Bürgerspitals Basel. Ab 1886 leitete er als erster Direktor die neu errichtete Heil- und Pflegeanstalt Friedmatt in Basel. 1904 wurde Wille emeritiert.
Er erweiterte die Anstalt Münsterlingen, baute und organisierte die Häuser in Rheinau, St. Urban und Basel. Wille war ein Anhänger des no restraint. In Basel begründete er einen geregelten psychiatrischen Unterricht. Theoretisch folgte Wille Wilhelm Griesingers Grundsatz „Geisteskrankheiten sind Gehirnkrankheiten“. Seine Publikationen sind klinisch-empirisch ausgerichtet. Wille gilt als Pionier der Gerontopsychiatrie. Als Gutachter war er auch im Bereich Forensische Psychiatrie tätig. 1864 war er Mitgründer des Vereins schweizerischer Irrenärzte.

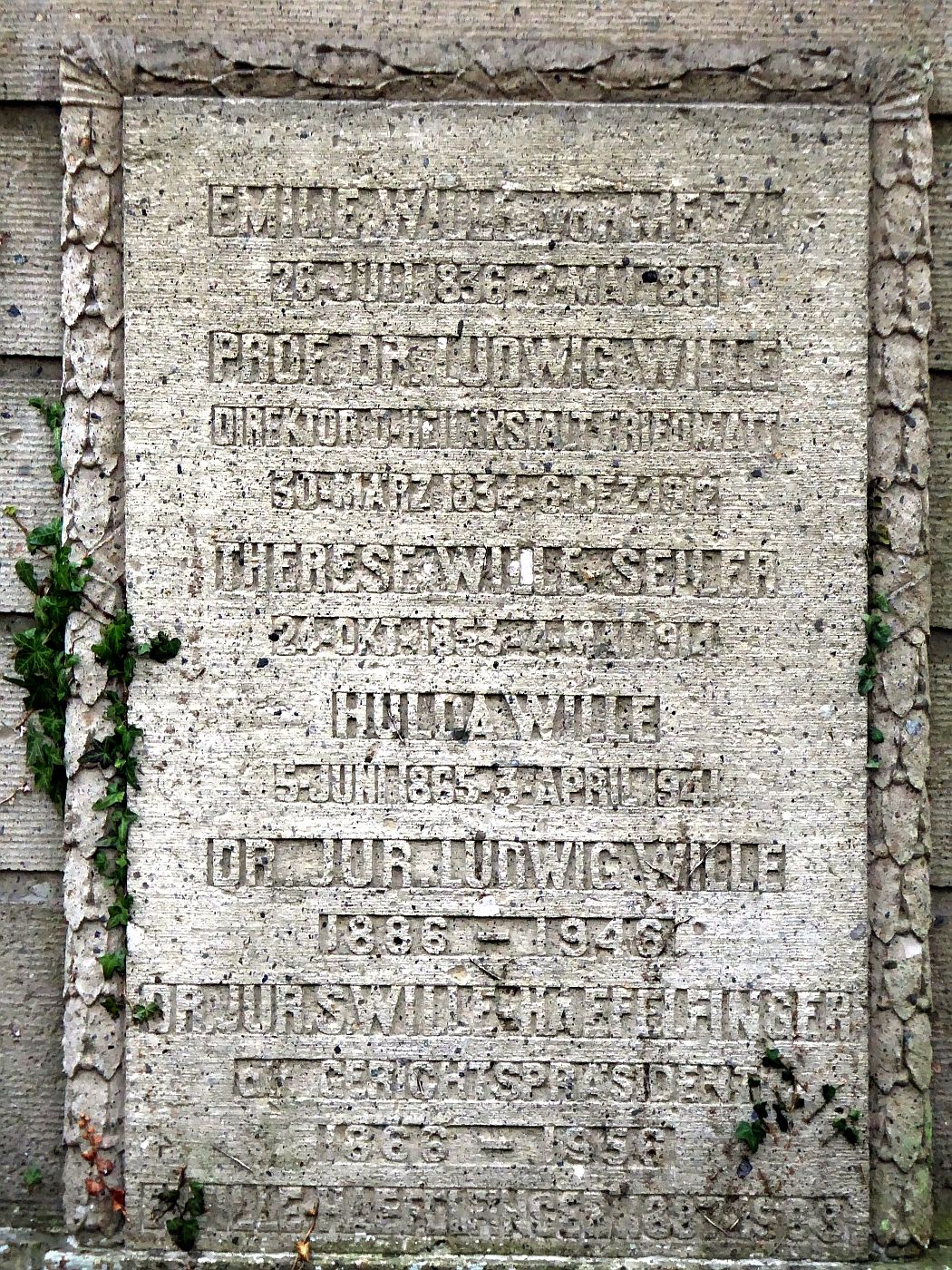
Grab auf dem Wolfgottesacker

Wille war mit Emilie von Meizl (1836–1881) verheiratet und hatte aus zwei Ehen elf Kinder. Sein Sohn Hermann war sein Assistent und wurde Psychiater in Münsterlingen. 1887 wurde Ludwig Wille Ehrenbürger von Basel.

## Schriften
- Ist die Melancholie eine psychische Depressionsform? Dissertation, Universität Erlangen, 1858.
- Die Pflegeanstalt Rheinau im Canton Zürich. In: Allgemeine Zeitschrift für Psychiatrie. Bd. 26 (1869), S. 196–223 (zur Organisation des Anstaltsbetriebs).
- Die Psychosen des Greisenalters. In: Allgemeine Zeitschrift für Psychiatrie. Bd. 30 (1874), S. 269–294.
- Vortrag zur Eröffnung der Psychiatrischen Klinik in Basel im Sommersemester 1877. In: Allgemeine Zeitschrift für Psychiatrie. Bd. 34 (1878), S. 395–403 (zur klinischen Methode).
- Zur Lehre von den Zwangsvorstellungen. In: Archiv für Psychiatrie und Nervenkrankheiten. Bd. 12 (1882), S. 1–43, doi:10.1007/BF01793559 (als Beispiel einer klinisch-empirischen Studie).
- Ärztliches Gutachten betreffend den Geisteszustand des Altstaatsschreibers Dr. phil. Gottfried Keller von Zürich wegen zweifelhafter Testierfähigkeit. Vierteljahresschrift für gerichtliche Medizin 3 (1893), S. 67–79.